# Noémie Saglio
Noémie Saglio (1 de marzo de 1982) es una directora de cine, actriz y guionista francesa. Obtuvo reconocimiento internacional al dirigir la serie de televisión Connasse, estrenada en Netflix en 2018.

## Filmografía

### Cine y televisión
| Año     | Título                        | Rol                               | Notas       |
| ------- | ----------------------------- | --------------------------------- | ----------- |
| 2002    | Superhero                     | Actriz                            | Corto       |
| 2005    | Convivium                     | Actriz                            | Corto       |
| 2006    | Rose et Val                   | Actriz                            | Serie de TV |
| 2012    | Les voies impénétrables       | Directora y escritora             | Telefilme   |
| 2013-14 | Connasse                      | Directora                         | Serie de TV |
| 2015    | Connasse, Princesse des cœurs | Directora, escritora y productora |             |
| 2015    | I Kissed a Girl               | Directora y escritora             |             |
| 2017    | Baby Bump(S)                  | Directora, escritora y productora |             |